# Brownington
|  | Per a altres significats, vegeu «Brownington (Vermont)». |

Brownington és una població del Comtat de Henry (Missouri) als Estats Units d'Amèrica. Segons el cens dels Estats Units del 2000 tenia 119 habitants.

## Demografia
Segons el cens del 2000, Brownington tenia 119 habitants, 45 habitatges, i 32 famílies. La densitat de població era de 306,3 habitants per km².
Dels 45 habitatges en un 28,9% hi vivien nens de menys de 18 anys, en un 64,4% hi vivien parelles casades, en un 4,4% dones solteres, i en un 26,7% no eren unitats familiars. En el 15,6% dels habitatges hi vivien persones soles l'11,1% de les quals corresponia a persones de 65 anys o més que vivien soles. El nombre mitjà de persones vivint en cada habitatge era de 2,64 i el nombre mitjà de persones que vivien en cada família era de 3.
Per edats la població es repartia de la següent manera: un 24,4% tenia menys de 18 anys, un 5,9% entre 18 i 24, un 21% entre 25 i 44, un 31,9% de 45 a 60 i un 16,8% 65 anys o més.
L'edat mediana era de 42 anys. Per cada 100 dones de 18 o més anys hi havia 109,3 homes.
La renda mediana per habitatge era de 17.250 $ i la renda mediana per família de 27.750 $. Els homes tenien una renda mediana de 18.750 $ mentre que les dones 15.500 $. La renda per capita de la població era de 8.174 $. Entorn del 16,1% de les famílies i el 21,1% de la població estaven per davall del llindar de pobresa.

## Poblacions més properes
El següent diagrama mostra les poblacions més properes.